# Лосинец (Брянская область)
Лосинец —   упразднённый в 2010 году посёлок на территории  Стародубского муниципального округа Брянской области России. На год упразднения входил в Мохоновское сельское поселение Стародубского района Брянской области.

## География
Находился в южной части региона, между сёлами Дареевичи (с запада) и Мохоновка (с востока)

## История
В 2010 году три посёлка Мохоновского сельского поселения (Вишневский, Лосинец и Зелёный Клин) официально были исключёны из учётных данных.